# جامعة أكرون
جامعة أكرون (بالإنجليزية: University of Akron)‏ هي جامعة أبحاث عامة في أكرون، أوهايو، الولايات المتحدة. الجامعة هي جزء من نظام جامعة أوهايو. كمؤسسة تركز على نظام ستيم، فإنها تعمل على صناعات مثل البوليمرات والمواد المتقدمة والهندسة.
تقدم جامعة أكرون حوالي 200 برنامج جامعي  وأكثر من 100 تخصص دراسات عليا  ولديها ما يقرب من 20000 طالب. تقع كلية علوم البوليمرات وهندسة البوليمرات في الجامعة في مبنى زجاجي عاكس من 12 طابقًا بالقرب من وسط مدينة أكرون على الحافة الغربية للحرم الرئيسي. محفوظات تاريخ علم النفس الأمريكي  هي إحدى الشركات التابعة لمؤسسة سميثسونيان.
يوجد بالجامعة ثلاثة فروع جامعية: واين كولدج في أورفيل، أوهايو، ومركز جامعة مقاطعة ميدينا، في بلدة لافاييت، أوهايو، ويوا ليكوود، في ضاحية كليفلاند ليكوود، أوهايو. بالإضافة إلى ذلك تحوي الجامعة برامج التمريض التي تنتمي إلى كلية المجتمع لورين كاونتي. 

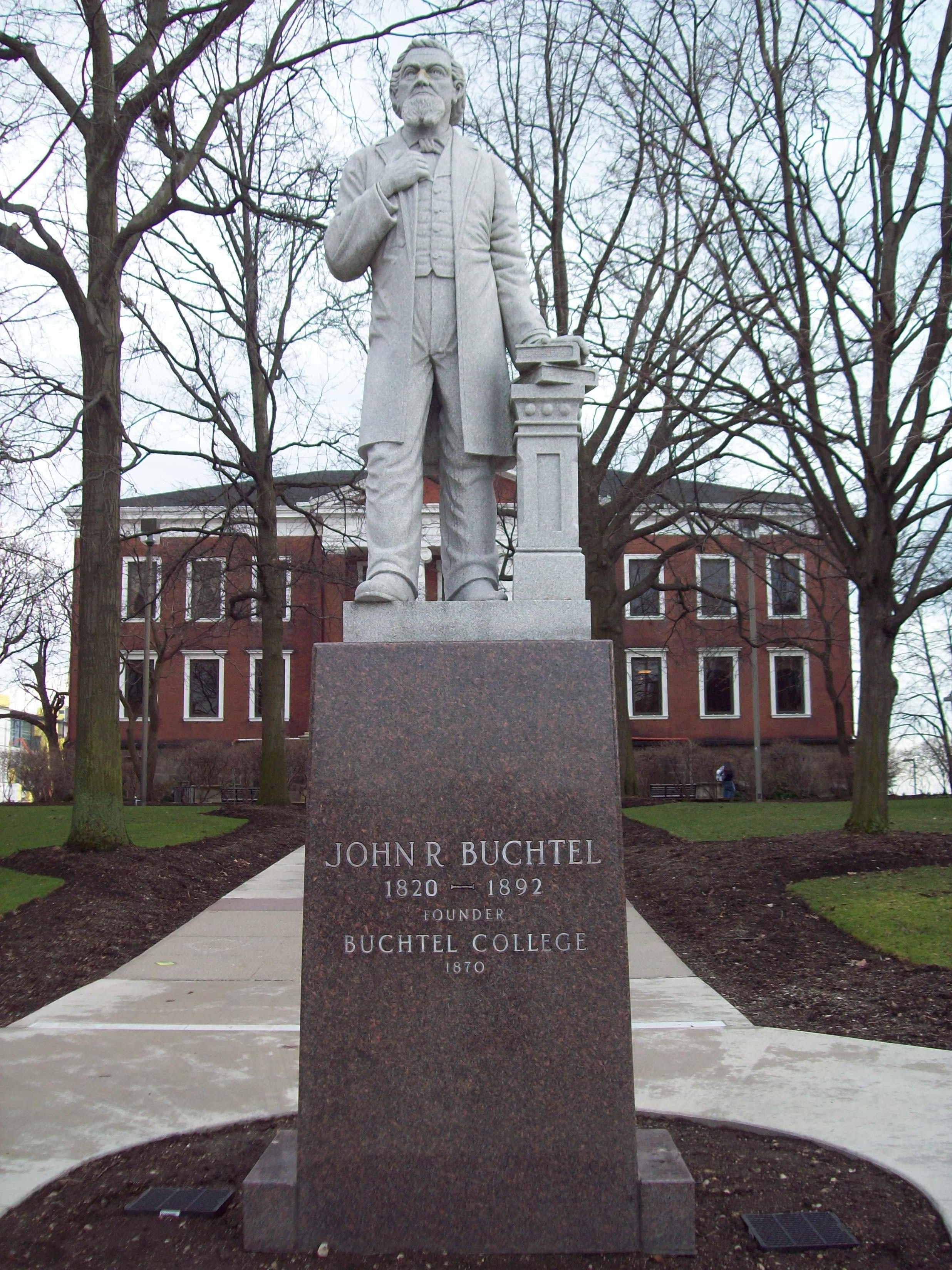
جون ر. بوشل ، أمام قاعة بوشل

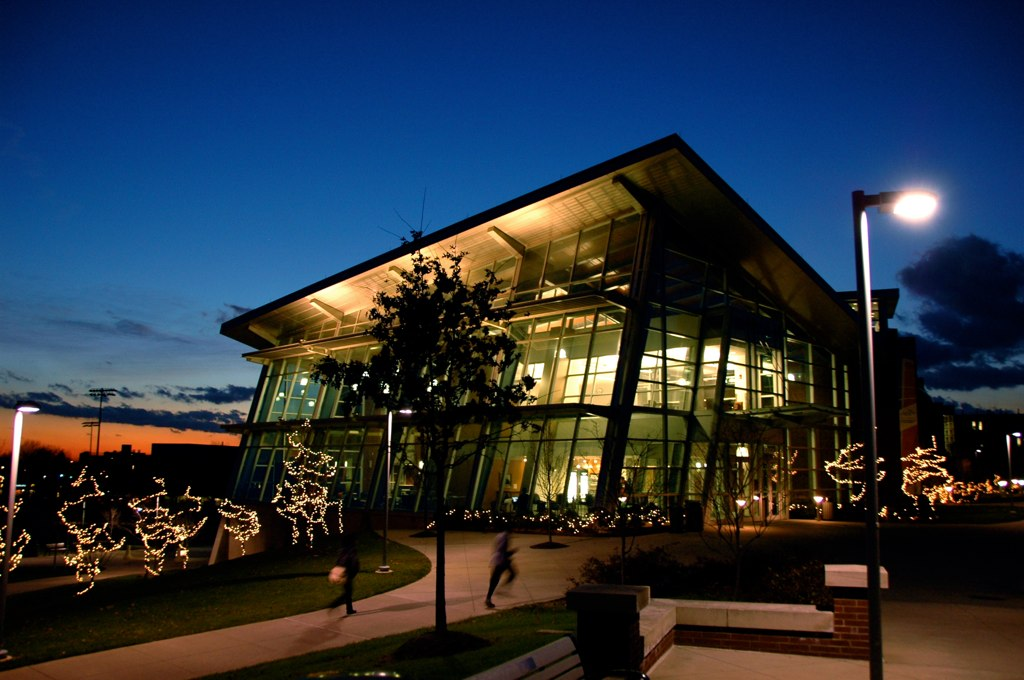
اتحاد طلاب جامعة أكرون ليلا

## أكاديميات

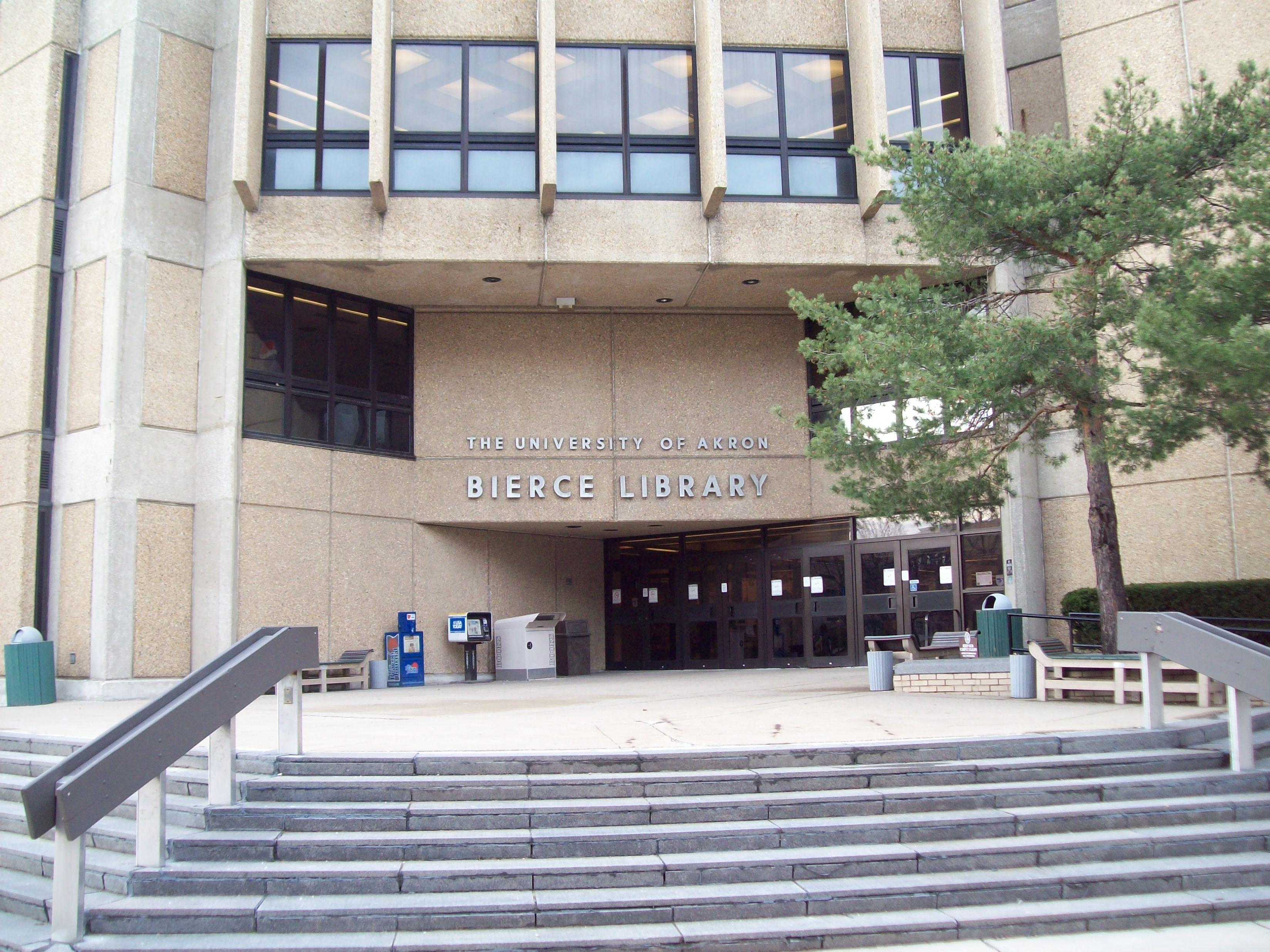
مكتبة بيرس ، مكتبة الحرم الجامعي الرئيسية.

تقدم جامعة أكرون شهادات جامعية ودراسات عليا، تتراوح من شهادة إلى برامج الدكتوراه. أكبر كلية في الجامعة هي كلية بوشل للفنون والعلوم . مكتبة بيرس هي مكتبة الحرم الجامعي الرئيسية. عام الحرب الأهلية شكلت مكتبته الشخصية أول مجموعة من مكتبات الجامعة. 

### المرحلة الجامعية
تقدم الجامعة حوالي 200 تخصص جامعي. بالتزامن مع جامعة شمال شرق أوهايو الطبية، تقدم الجامعة مسار ضمان مبكر لبرنامج ميوميد إم دي.  جامعة أكرون هي أيضا الجامعة الأولى والوحيدة في البلاد التي تقدم برنامج البكالوريا في هندسة التآكل . 

#### كلية وليامز هونرز
يحصل طلاب كلية جامعة أكرون أونورز على درجات علمية من أي من الكليات المعتمدة التي تبلغ مدتها أربع سنوات في الجامعة أثناء تلقيهم نصائح خاصة وإتاحة الفرصة لهم للعيش في مجمع أونورز، وهي قاعة مقيم حصريًا للطلاب المتفوقين. أعلنت الجامعة في 3 فبراير 2016 أنه تغير اسم الكلية على شرف د. غاري ب. وباميلا إس وليامز. 

### تخرج
تقدم جامعة أكرون حاليًا أكثر من 105 شهادات عليا لحوالي 4000 طالب دراسات عليا،  حيث تقدم كليات الدراسات العليا بجامعة أكرون بشكل مختلف درجة الماجستير والدكتوراه والماجستير، كما شكلت كليفلاند كلينك وجامعة أكرون زمالة العلوم البيولوجية المتكاملة في الطب الحيوي. سوف تسمح المنح الدراسية للطلاب بإجراء أحدث الأبحاث في جامعة أكرون ومعهد كليفلاند كلينيك ليرنر للأبحاث، مع متابعة درجة الدكتوراه في العلوم البيولوجية المتكاملة. سيتمكن المستفيدون من الزمالات من العمل مع أعضاء هيئة التدريس في كلا المؤسستين. 

### القانون
تأسست كلية الحقوق بجامعة أكرون في عام 1921 باسم كلية الحقوق أكرون وأصبحت تابعة للجامعة في عام 1959 لتصبح معتمدة بالكامل من قبل نقابة المحامين الأمريكية في عام 1961م.  لديه كل يوم وليلة بدوام كامل وبرامج بدوام جزئي. تعد كلية الحقوق بجامعة أكرون واحدة من 22 مؤسسة فقط في أمريكا تقدم برنامج الأنظمة في الملكية الفكرية. 

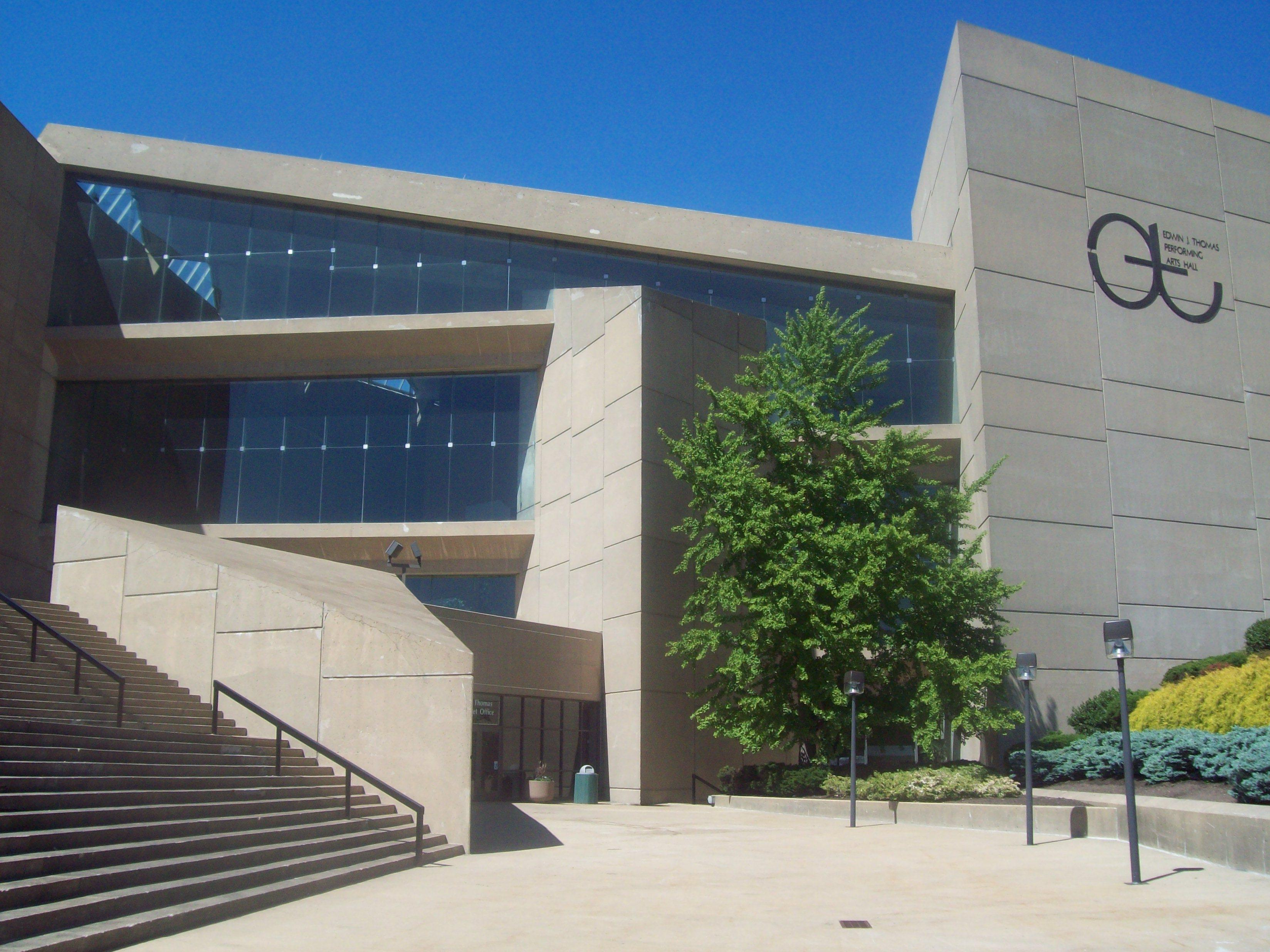
EJ توماس هول في حرم جامعة أكرون

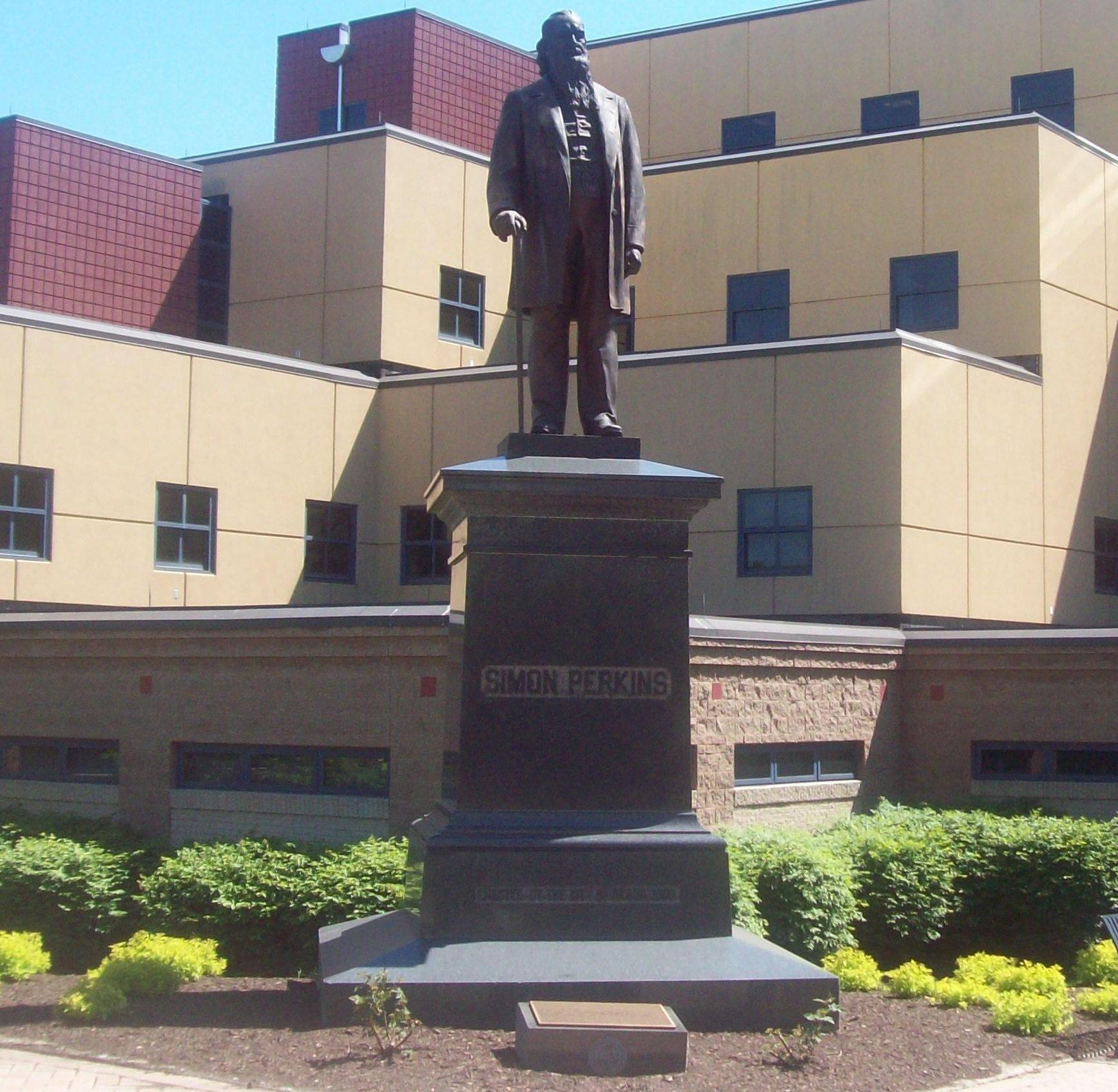
تمثال لسيمون بيركنز أمام كلية إدارة الأعمال

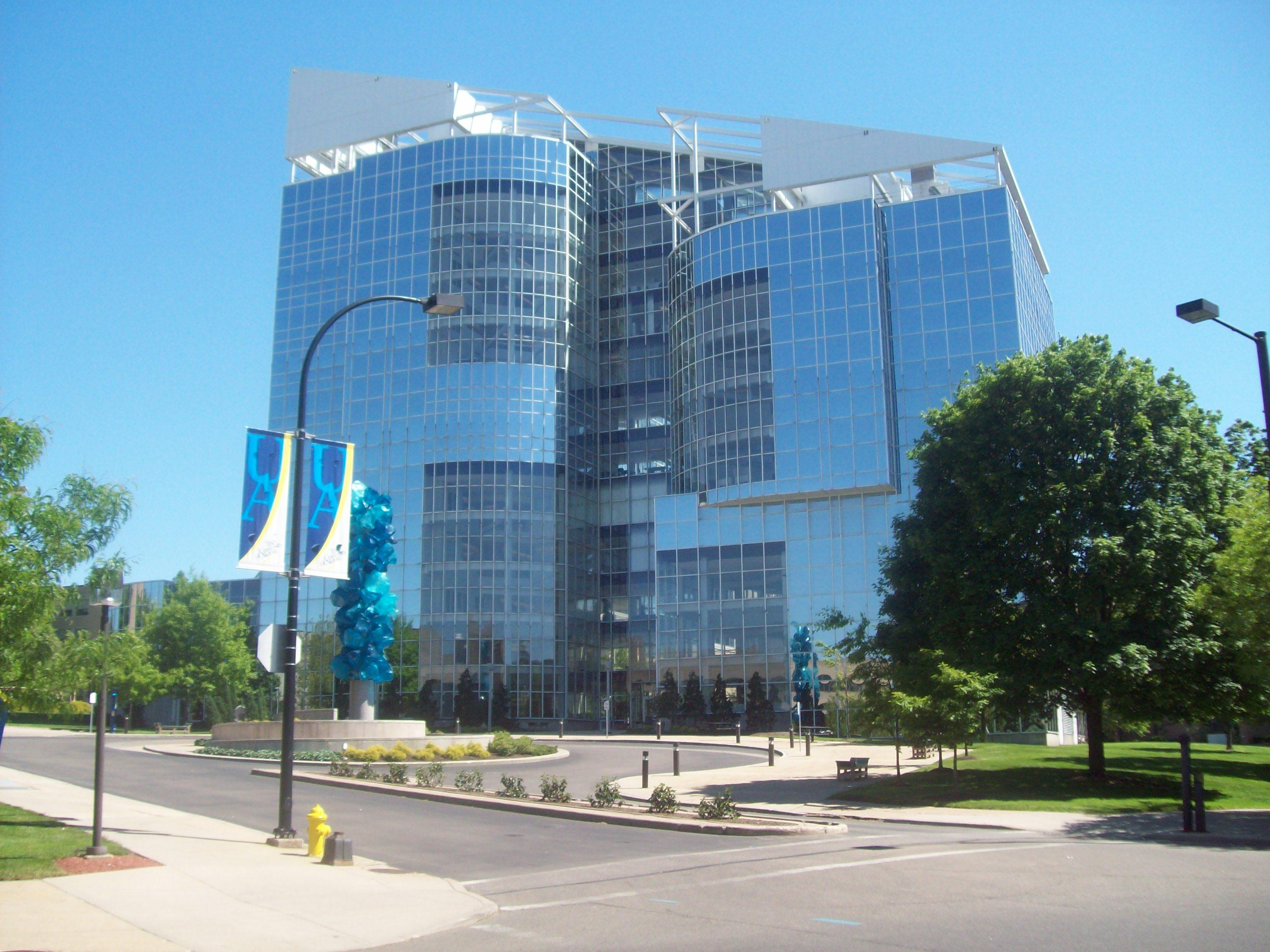
مركز جوديير للبوليمر في حرم جامعة أكرون

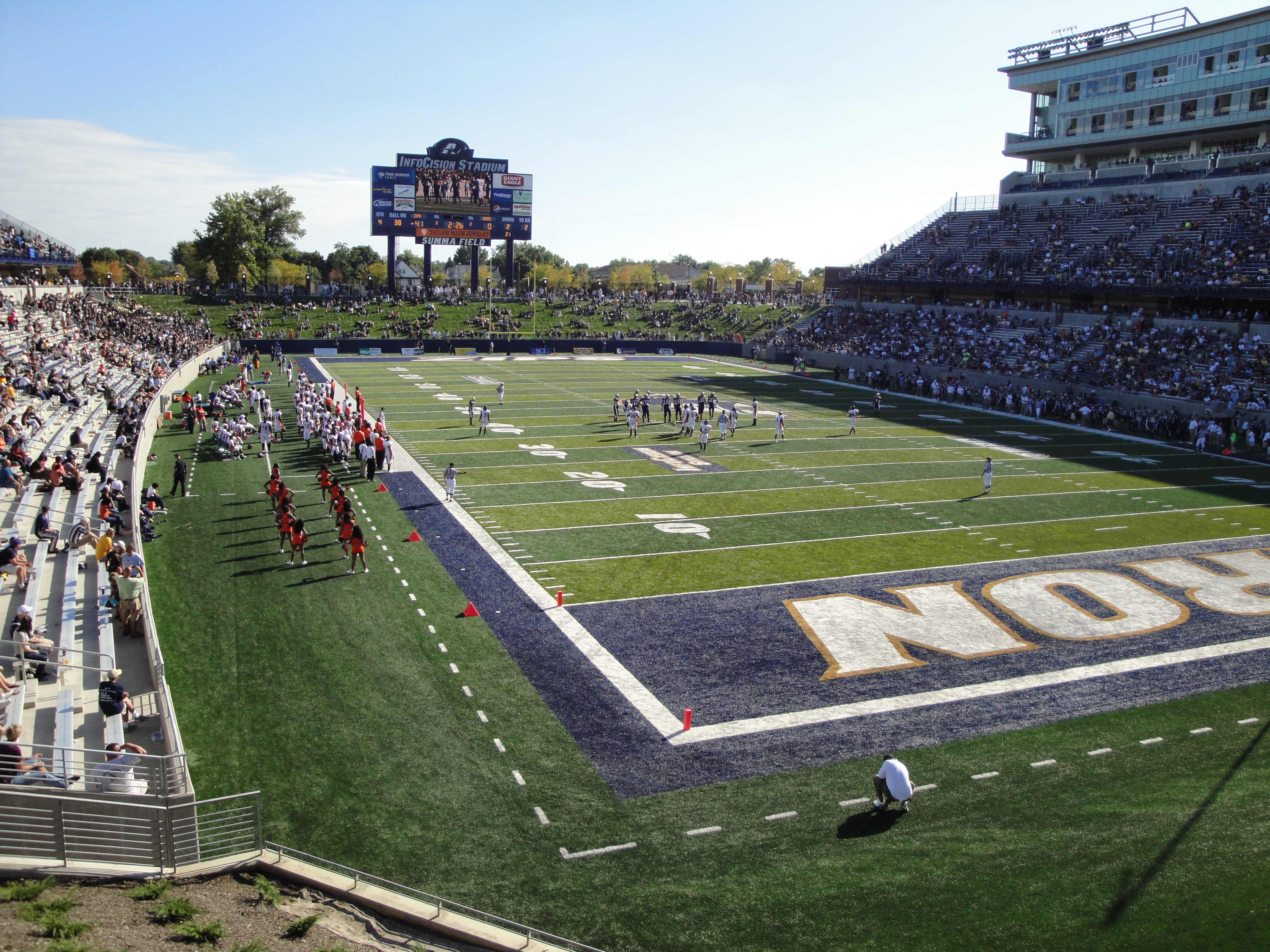
اكرون زيب 2009 التابع لجامعة اكرون

## مشاهير

### سياسة
- حضر رئيس بلدية أكرون السابق وعضو الكونغرس في ولاية أوهايو توماس س. ساوير مرحلة الدراسة الجامعية والدراسات العليا هناك.
- حصلت محكمة الاستئناف في الولايات المتحدة للقاضي الفيدرالي بالدائرة السادسة ديبورا ل. كوك على درجة البكالوريوس في الآداب وشهادة دكتوراه في القانون من الجامعة.
- استلمت بيتي سوتون، عضوة الكونغرس السابقة في أوهايو، دكتوراه في القانون من الجامعة.
- تخرج رئيس اللجنة الوطنية الجمهورية السابق راي سي بليس من أكرون عام 1935. يدعى معهد راي سي بليس للسياسة التطبيقية في الجامعة باسمه.
- حصل عمدة أكرون الحالي دانييل هوريغان على درجة البكالوريوس في التعليم من الجامعة.

### اللاعبون الرياضيون
- كل من لاعبي كرة القدم السابقين في أكرون زيبز تشيس بلاكبيرن وتشارلي فراي ودومينيك هيكسون ودوايت سميث وجيسون تايلور واصلوا البحث عن النجاح في الدوري الوطني لكرة القدم . كان بلاكبيرن وهيكسون عضوين في بطولة سوبر بول نيويورك لعام 2008، بينما فاز سميث مع فريق تامبا باي في عام 2003. حصل تايلور على لقب أفضل لاعب دفاعي في اتحاد كرة القدم الأميركي في عام 2006، وحصل على لقب رجل العام في اتحاد كرة القدم الأميركي في عام 2007.
- واصل لاعبو البيسبول السابقون في أكرون زيبز مايك بيركبيك ومارك مالاسكا العثور على النجاح في دوري البيسبول الرئيسي . لعب بيركبيك مع فريق ميلووكي بريورز في الفترة من 1986 إلى 1989 ونيويورك ميتس في عامي 1992 و 1995. لعبت مالاسكا مع فريق تامبا باي في عام 2003، وكانت عضوًا في بطولة العالم لعام 2004 في بطولة بوسطن ريد سوكس. ذهب كيث دامبروت لاعب البيسبول السابق في أكرون زيبز ليصبح مدرب كرة سلة جامعيًا متميزًا.
- لاعبو كرة القدم أكرون زيبز السابقون من بينهم ديلون سيرنا وكولومبوس كرو وتشاد بارسون، وويل تراب (2011-12) ؛ دي سي يونايتد (2)، وبيري كيتشن (2010)، وكريس كورب (2008-10)؛ وهيوستن دينامو، وكوفي ساركودي (2008-10)؛ فيدباك مونتريال وإيفان بوش (2005-2008)، وسينيسا يوبياريبوفيتش (2004-06)؛ وثورة إنجلترا الجديدة: سكوت كالدويل (2009-12)؛ ونيويورك ريد بولز: إريك ستيفنسون؛ وبورتلاند تمبرز: براين غاليغو (2011-13)، وديفيد مايفز (2009–12)، ودارلينغتون ناجبي (2008-2010)، ومايكل نانتشوف (2007-2010)، وستيف زاكواني (2007-2008)، وبن زيمانسكي (2006- 2008)؛ وسياتل ساوندرز: وبلير غافن (2007-2009)، ودياندر يدلين (2011-12)؛ سبورتينج كانساس سيتي: رينالدو برينز (2010-13)، وتيل بونبوري (2008-2009)؛ فانكوفر وايتكابس، ودارين ماتوكس (2010-2011). [17]
- أصبح اللاعب السابق شون باربر محترفًا في عام 2015، حيث وقع مع نايك [18] بعد فوزه ببطولة العالم لألعاب القوى في بطولة بولي فاليوت للرجال.
- وقع المشجع السابق لأكرون زيبس الكسيس كوفمان، المعروف باسم أليكسا بليس، مع دبليو دبليو إي، في عام 2013 للدخول في الترويج التنموي لـإن إكس تي والانضمام إلى قائمة دبليو دبليو إي سماك داون في عام 2016، حيث سرعان ما أصبحت أول حامل لبطولة دبليو دبليو إي سماك داون للسيدات، وأول امرأة للفوز بهذا اللقب. لعبت في دبليو دبليو إي إي راو حيث سرعان ما أصبحت بطلته للسيدات وفقًا للتنسيق الحالي. هي حاليًا من أبطال فرق النساء في WWE إلى جانب نيكي كروس . وحصلت حاليًا على ما مجموعه ست بطولات من دبليو دبليو إي . وهي أيضًا ثاني امرأة تحصل على لقب المصارعة الاحترافية في دبليو دبليو إي .

## روابط خارجية
- الموقع الرسمي
- موقع لاعبي جامعة أكرون